# Андалусія
Андалусі́я або Андалу́зія (ісп. Andalucía) — іспанська автономна спільнота, що складається з восьми провінцій: Альмерії, Кадіса, Кордови, Гранади, Уельви, Хаен, Малаги і Севільї. Її столицею є Севілья. Андалусія розташована на південно-західному краю Європи, на півдні омивається Гібралтарською протокою і Середземним морем, на заході межує з Португалією і Атлантичним океаном. На півночі Андалусія межує з Естремадурою та Кастилією — Ла-Манча, на сході — з Мурсією.

## Етимологія
Від арабського Аль-Андалус, так називався Іберійський півострів мусульманами (весь півострів, окрім Астурії) з 711 по 1492 рр. Протягом Реконкісти християни використовували цю назву по відношенню до півдня півострова, пізніше назва закріпилася за останньою захопленою територією.
Хоча більшістю вчених відстоюється версія походження назви від слова «вандал» (Вандалусія), топонім «Аль-Андалус» вперше з'явився в мусульманській нумізматиці після захоплення півострова. Аль-Андалус ототожнювався з Іспанією (Hispania), на безлічі знайдених в Андалусії монетах використовувалися обидва терміни як рівнозначні. Жодна із запропонованих етимологій назви не є доведеною або загальноприйнятою:
1. Вандали після короткого перебування на території нинішньої Андалусії пішли до Північної Африки захопивши узбережжя Марокко. Місцеві жителі назвали землі що знаходяться на іншій стороні протоки землею вандалів. У мові якою говорили жителі захоплених територій (берберська) генітив утворюється збільшенням частки «у» на початку слова[прояснити]. Слово «вандал» вимовлялося як «уандал», що викликало плутанину. Земля вандалів на місцевій мові називалася «Tamort uandalos», що призвело до помилки в розумінні фрази як «tamort u-andalos» («земля андалів»). Араби, що захопили землі берберів і Піренейський півострів, надали землям, захопленим за протокою, назву Аль-Андалус, додавши до берберської назви артикль «аль-».
2. Слово Аль-Андалус є продуктом еволюції «Atlas — Antalas — Andalas — Ándalus», зв'язуючи таким чином походження назви із відомим міфом про Атлантиду.
3. «Al-Ándalûs» походить від Landahlauts (виголошувалося як «ла́ндалос»), німецької назви півдня Іспанії, заселеного візіготами. Landahlauts походить від «Landa» («земля») і «hlauts» («ділення») й означає «поділена земля».

## Історія
З 10 століття до н. е. почалося заснування колоній фінікійців, карфагенян і греків[відсутнє в джерелі].
Римляни володіли Андалусією протягом шести століть (III до н. е. — IV) і називали її Бетикою (лат. Baetica).
Згодом Іспанією заволоділи вестготи, які тут створили своє королівство.
Після арабського вторгнення 711 року Андалусія зазнала дуже значного впливу маврів, які створили на її території Гранадський, Кордовський, Севільський і Хаєнський емірати.
Звільнення від мусульманських завойовників відоме під назвою Реконкіста. 
Кінець їй поклало завоювання Гранади 1492 року.
У 1981 був прийнятий статут про автономію Андалусії.